# Поляны (Тернопольская область)
Поляны (укр. Поляни) — село в Вишневецкой поселковой общине Кременецкого района Тернопольской области Украины.
До 2020 года входило в Збаражский район.
Код КОАТУУ — 6122488103. Население по переписи 2001 года составляло 124 человека.

## Географическое положение
Село Поляны находится на правом берегу реки Горынь,
выше по течению на расстоянии в 1 км расположено село Бакоты,
ниже по течению примыкает село Кинаховцы,
на противоположном берегу — село Бутин.